# ناواپور
ناواپور (به انگلیسی: Navapur) یک منطقهٔ مسکونی در هند است که در بخش نندوربار واقع شده‌است. ناواپور ۲۹٬۹۷۹ نفر جمعیت دارد.